# 瑪麗安大學 (威斯康星州)

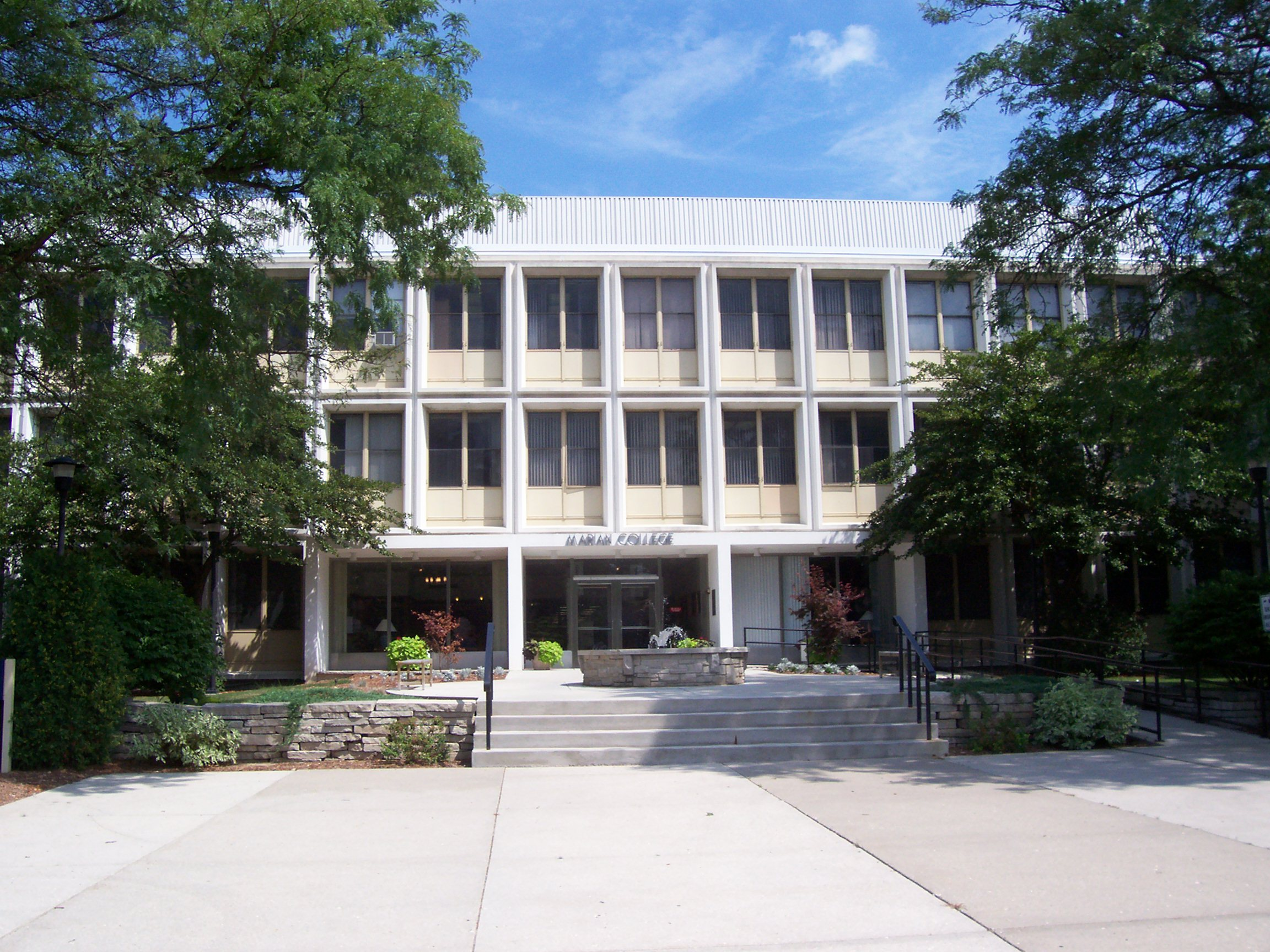
大學的行政大樓

瑪麗安大學（Marian University），是位於美國威斯康星州豐迪拉克的一所私立文理学院，成立於1936年。2015年《美國新聞與世界報道》在“中西部地區大學”排名中將其列在第95位。

## 外部連結
- Official website （页面存档备份，存于）
- Official athletics website （页面存档备份，存于）